# Tu-324
Tu-324 (ros. Ту-324) – projektowany przez Biuro Konstrukcyjne Tupolewa, rosyjski samolot pasażerski, komunikacji regionalnej.

## Historia
Prace projektowe nad nowym samolotem rozpoczęto w 1996 roku. Ma on zastąpić starzejącą się i wyeksploatowaną flotę samolotów Tu-134, Jak-40, An-24 i An-26. Produkcja seryjna samolotu ma odbywać się w Kazaniu. Przewidywana jest wersja pasażerska, w której można pomieścić maksymalnie 50 pasażerów, wersja przeznaczona dla VIP-ów, mogąca pomieścić od 8 do 19 pasażerów i przewieźć ich na odległość do 7 000 kilometrów, wersja transportowa/transportowo-pasażerska oraz samolot w wersji patrolowej. Powiększoną wersją Tu-324 jest Tu-414, w którym przewidziano miejsce dla maksymalnie 76 pasażerów. Do dziś powstała jedynie drewniana makieta w naturalnej skali.

## Konstrukcja
Samolot jest dolnopłatem z usterzeniem ogonowym w kształcie litery T. Samolot napędzany ma być dwoma silnikami turbowentylatorowymi General Electric CF34-3W1 o niskiej emisji zanieczyszczeń. Możliwe jest również użycie innych silników dostosowanych do życzenia potencjalnego odbiorcy. W samolocie mają zostać zastosowane cyfrowe systemy kierowania i kontroli lotu.